# ابی الینسکی
ابی الینسکی (انگلیسی: Abby Elinsky؛ زادهٔ ۸ ژانویهٔ ۱۹۹۶) بازیکن فوتبال اهل ایالات متحده آمریکا است.
از باشگاه‌هایی که در آن بازی کرده‌است می‌توان به باشگاه فوتبال اورلندو پراید اشاره کرد.